# Jan Kleyna
Jan Kleyna är en brittisk astronom. Han arbetar inom galaxdynamik och har arbetat med David C. Jewitt för att utveckla koder för realtidsdetektering av rörliga objekt. Han har varit med att upptäcka flera av Saturnus månar.